# Kutlovo (Stanovo)
Kutlovo (em cirílico: Кутлово) é uma vila da Sérvia localizada no município de Stanovo, pertencente ao distrito de Šumadija, na região de Šumadija. A sua população era de 234 habitantes segundo o censo de 2011.

## Demografia
| 1948 | 1953 | 1961 | 1971 | 1981 | 1991 | 2002 | 2011 |
| ---- | ---- | ---- | ---- | ---- | ---- | ---- | ---- |
| 478  | 391  | 358  | 283  | 270  | 224  | 236  | 234  |